# シムテック
シムテック（Simtek） は、かつて存在したイギリスのF1コンストラクターおよびレーシングチーム。1994年から1995年にかけてF1世界選手権に参戦した。代表はシャーシデザイナーでもあるニック・ワース。
シムテックの名前は“Simulation Technology”の略である。チームカラーはメタリックパープル。

## 概要

### 前身
創設者のニック・ワースはロンドン大学を卒業後、空力エンジニアとしてマーチに就職。当時、マーチの共同オーナーであったマックス・モズレーに能力を認められ、1989年にモズレーと共同で「シムテック・リサーチ」を設立した。同社は他企業から研究開発業務を請け負い、モズレーの縁故によりFISAからの仕事も多くこなした。ただし、モズレーは国際自動車連盟 (FIA) 会長に就任すると、立場上シムテックの経営から手を引いた。
1990年にBMWのF1参戦計画に参画しマシンの設計に携わるが、この参戦計画は消滅し、BMWとは翌1991年にドイツツーリングカー選手権向けのBMW・3シリーズの製作で協業した。このBMW用の設計は後に1992年にコローニの後を受けてF1に参戦したアンドレア・モーダの依頼を受けた際に復活し、同チームのマシン「アンドレア・モーダ・S921」として製作される事となったが、足回りはスクーデリア・イタリアの中古品を使用するなど十分な整備体制とは言えない状況で、予備予選でマシンをまともに走行させることもできず、1年を待たずしてチームは追放処分を受け解散した。その後、シムテックは1993年にスペインのブラボF1チームのマシン「S931」を開発したが、オーナーのジャン=フランソワ・モニエが急死した事により参戦計画が消滅し、ブラボ・S931は日の目を見る事は無かった。

### F1参戦

#### 1994年

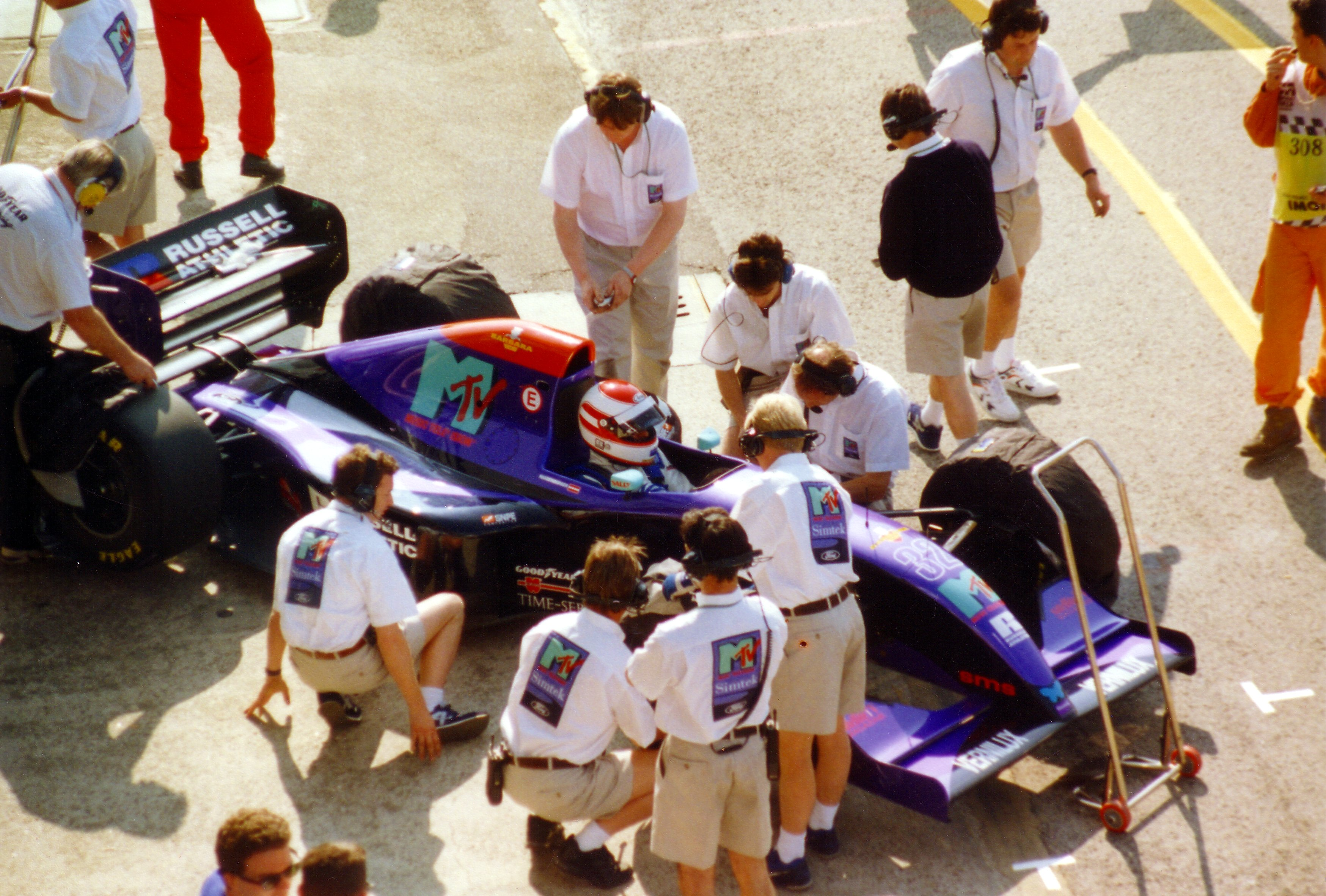
ローランド・ラッツェンバーガーがドライブする「S941」

1993年、ワースは自社の技術力を証明するため「シムテック・グランプリ」を設立し、1994年より自チームでのF1参戦を目指すことになる。シムテック自体にはレース経験が無かったため、1992年に破産した古巣のマーチから旧知のスタッフを集めた。ワースは28歳という若さでF1チームのオーナーとなった。ベースとなるファクトリーはオックスフォードシャーのバンベリーに置かれた。目と鼻の先にプロドライブが運営するスバル・ラリーチームのファクトリーがあった。
元F1王者ジャック・ブラバムが共同オーナーに就任し、その息子のデビッド・ブラバムをエースドライバーに起用。セカンドドライバーに5戦のみの契約でローランド・ラッツェンバーガーを迎え入れる。さらにドイツの技術開発会社シュミット・モータースポーツ (SMS) と提携し、有名な音楽番組放送局MTVがメインスポンサーに就任した。
1994年はワースが設計した「S941」でF1に初挑戦したが、第3戦のサンマリノGP予選でラッツェンバーガーが事故死してしまった。その後、ラッツェンバーガーの後任として起用したアンドレア・モンテルミーニも、初戦スペインGPの予選中に両足を複雑骨折するなどアクシデントが相次いだものの、次第にマシンは改善が進み、シーズン終盤には予選ではブラバムがロータスやラルースといった所とも張り合えるまでになり、決勝レースでも安定した走りで合計12レースで完走を果たした。
同年夏から秋にかけては、日本のF3000で好結果を出していたロス・チーバーとトム・クリステンセンを日本グランプリ以後のシートに乗せるべく獲得交渉をしていたが、FIAによる急激なマシンレギュレーション変更への対応などでチームは慢性的な資金不足となっており、その後、新スポンサーに大韓航空の支援を獲得していたものの充分ではなく、クリステンセンより大きい金額のスポンサーを持ち込んだジャン＝マルク・グーノン、ドメニコ・スキャッタレーラ、井上隆智穂とセカンドシートに3人のペイドライバーを乗せることでデビューシーズンを乗り切った。

#### 1995年

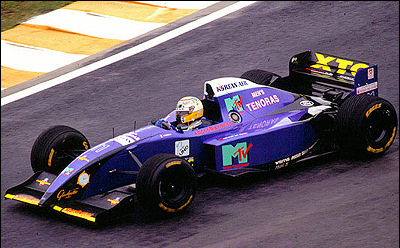
ドメニコ・スキャッタレーラがドライブする「S951」

1995年はベネトンのレギュラーシートを失ったヨス・フェルスタッペンと、野田英樹を起用する予定だったが、阪神・淡路大震災の影響で野田の個人スポンサーからの入金が遅れたため、開幕5戦は野田の代わりにドメニコ・スキャッタレーラを起用した。
少ない費用で開発された「S951」は、フェルスタッペンにより時に快走を見せるなど、そこそこのポテンシャルは持っていた。この「S951」は前年の「S941」に比べ、フロントサスペンションの設計などはオーソドックスな形となったが、前年にベネトンが使用したセミオートマチックトランスミッションの供給を受けるなどし、パフォーマンスの向上を図っていた。
第5戦モナコGPにて、ワース代表は「次のカナダGPに参戦するためには200万ドルが不足している」と危機的状況を訴えたが、スポンサーからの支援引き出しに失敗した。カナダGPを欠場し、ヨーロッパラウンドでの復帰を目指したが、結局チームは解散を余儀なくされた。なお、野田はシートマネーを納めてカナダGPから参戦する予定だったが、チームの撤退という不運に見舞われた。
2年間での最高成績は予選14位（1995年アルゼンチンGPのフェルスタッペン）、決勝9位（1994年フランスGPのグーノンと1995年アルゼンチンGPのスキャッタレーラ）。獲得ポイントは0点だった。

### その後
チームオーナーとデザイナーを兼任していたニック・ワースは、後にデザイナーとしての評価からベネトンに起用され、ロリー・バーンの後任として1999年までチーフデザイナーを務めた。
その後、ワースは「ワース・リサーチ」を設立し、ホンダ・パフォーマンス・ディベロップメント (HPD) と共同でアキュラ・ARX-01を開発。アメリカン・ル・マン・シリーズのLMP2クラスを制覇し、コンピュータ上のCFD計算のみでデザインする設計手法が注目された。2010年と2011年には新興F1チームであるヴァージン・レーシングのテクニカルディレクターに就任し、マシン製作を請け負った。

## 変遷表
| 年     | エントリー名              | 車体型番 | タイヤ | エンジン        | 油脂   | ドライバー | ポイント | 順位 | 優勝 |
| ------ | ------------------------- | -------- | ------ | --------------- | ------ | --- | -------- | ---- | ---- |
| 1994年 | MTV・シムテック・フォード | S941     | G      | フォードHB (V8) | エルフ | デビッド・ブラバム ローランド・ラッツェンバーガー アンドレア・モンテルミーニ ジャン＝マルク・グーノン ドメニコ・スキャッタレーラ 井上隆智穂 | 0        | NC   | 0    |
| 1995年 | MTV・シムテック・フォード | S951     | G      | フォードED (V8) | エルフ | ドメニコ・スキャッタレーラ ヨス・フェルスタッペン                                                                                           | 0        | NC   | 0    |

- 斜体はスポット参戦したドライバー

## 主なスポンサー
- MTV（メディア）
- ラッセル・アスレチック（アパレル）
- バーバラMC
- 大韓航空（航空）
- XTC（飲料）
- ティノラス（アパレル）
- UNO（カードゲーム）
- グラスヒュッテ・オリジナル（時計）